# Покровский, Вадим Валентинович
Вади́м Валенти́нович Покро́вский (род. 17 января 1955, Москва) — советский и российский эпидемиолог и инфекционист, специалист в области профилактики и лечения инфекций, вызываемых вирусом иммунодефицита человека. Доктор медицинских наук, профессор. Член-корреспондент РАМН с 1997 года. Академик РАН с 2013 года. Сын академика В. И. Покровского.

## Биография
Сын эпидемиолога академика В. И. Покровского (1929—2020). В 1978 году окончил Московский медицинский стоматологический институт. В 1983 году защитил кандидатскую диссертацию «Иммунобиологические свойства искусственных О-антигенов сальмонелл», 23 ноября 1990 года — докторскую диссертацию «Эпидемиология инфекции, вызываемой вирусом иммунодефицита человека» (официальные оппоненты О. Г. Анджапаридзе, С. Г. Дроздов, Н. Ф. Соколова).
В 1988—2001 годах — заведующий специализированной лабораторией эпидемиологии и профилактики СПИДа ЦНИИ эпидемиологии Минздрава СССР/ Роспотребнадзора. С 2001 года заместитель директора — руководитель Федерального научно-методического центра по борьбе и профилактике ВИЧ-инфекции.
14 февраля 1997 года избран членом-корреспондентом РАМН, 31 марта 2000 года — академиком РАМН, с 30 сентября 2013 года — действительный член РАН по Отделению медицинских наук (в рамках реформы государственных академий наук).
Супруга — инфекционист, профессор РУДН Г. М. Кожевникова; дочь Анастасия — кандидат медицинских наук.

## Научные работы
Опубликовал более 300 научных работ, 2 монографии, 2 книги и 4 учебных пособия, Является автором 6 изобретений.

## Киновоплощения
В сериале «Нулевой пациент» роль Дмитрия Гончарова, прототипом которого был Вадим  Покровский, исполнил Никита Ефремов.

## Награды и премии
- Государственная премия Российской Федерации — награждён в 2000 году За внедрение в медицинскую практику противовирусного средства «Фосфазид», применяемое в составе комбинированной антиретровирусной терапии, активное в отношении ВИЧ и гепатита B[5].

## Основные публикации
- Покровский В. И., Покровский В. В. СПИД: Синдром приобретенного иммунодефицита. — М.: Медицина, 1988. — 48 с. — (Научно-популярная медицинская литература). — 300 000 экз. — ISBN 5-225-00344-3.
- Покровский В. В. и др. ВИЧ-инфекция: Клиника, диагностика и лечение / В. В. Покровский, Т. Н. Ермак, В. В. Беляева, О. Г. Юрин. — М.: ГЭОТАР-Мед, 2003. — 522 с. — 3000 экз. — ISBN 5-9231-0275-7.